# Nycticorax mauritianus
El martinete de Mauricio (Nycticorax mauritianus) es una especie extinta de ave pelecaniforme de la familia Ardeidae que habitaba en la isla de Mauricio. Solo se conoce por siete restos de huesos subfósiles (cráneo, pelvis, coracoides, cúbito, radio y tarsometatarso) encontrados en Mare aux Songes. Se presume que se extinguió a finales del siglo xvii y probablemente fue mencionado por primera vez por François Leguat en 1693.